# 1953 en cyclisme
| Années du cyclisme : 1950 - 1951 - 1952 - 1953 - 1954 - 1955 - 1956    |
| Décennies du cyclisme : 1920 - 1930 - 1940 - 1950 - 1960 - 1970 - 1980 |

Les faits marquants de l'année 1953 en cyclisme.

## Par mois

### Février
21 février : l'Espagnol Miguel Poblet gagne la Ronde d'Aix-en-Provence.
22 février : l'Italien Fiorenzo Magni gagne Sassari-Cagliari.
22 février : le Français Francis Siguënza gagne le Grand Prix de Monaco.

### Mars
- 1er mars : le Français Vincent Vitetta gagne le Grand prix de Fréjus.
- 1er mars : l'Espagnol José Gil Sole gagne la Course de côte du Mont Agel.
- 8 mars : le Belge Ernest Sterckx gagne le Circuit Het Volk pour la deuxième fois.
- 8 mars : le Français Pierre Baratin gagne le Grand Prix de Cannes.
- 15 mars : le Français Jean Pierre Munch gagne Paris-Nice.
- 15 mars : comme avant lui son frère Sergio, l'Italien Luciano Maggini gagne Milan-Turin.
- 15 mars : le Belge Léopold Degraeveleyn gagne Kuurne-Bruxelles-Kuurne.
- 15 mars : le Français Georges Decaux gagne le Grand Prix de Saint-Raphaël.
- 19 mars : l'Italien Loretto Petrucci pour la deuxième fois d'affilée gagne Milan-San Remo.
- 22 mars : le Français Jean Dotto gagne la course de côte du mont Faron contre la montre pour la deuxième année d'affilée.
- 22 mars : le Belge Gaston de Wachter gagne le Tour du Limbourg.
- 22 mars : le Belge Marcel Rijckaert gagne le Circuit des 11 villes.
- 29 mars : le Belge Raymond Impanis gagne Gand-Wevelgem pour la deuxième fois d'affilée.
- 29 mars : le Français Robert Desbats gagne le Critérium national de la route.
- 29 mars : 1re des 5 manches du championnat d'Italie sur route. L'Italien Adolfo Grosso gagne le Tour de Campanie.
- 29 mars : l'Espagnol Hortensio Vidaureta gagne le Trophée Masferrer.

### Avril
- 5 avril : le Néerlandais Wim Van Est gagne le Tour des Flandres.
- 5 avril : l'Espagnol Mariano Corrales gagne le Grand prix de Pâques.
- 5 avril : le Français Jean Dotto gagne la Course de côte du Mont Faron en ligne pour la troisième année d'affilée.
- 6 avril : l'Italien Elio Brasola gagne le Tour de Sicile.
- 7 avril : le Français Jean Gueguen gagne Paris-Camembert.
- 12 avril : le Belge Germain Derycke gagne Paris-Roubaix.
- 12 avril : l'Espagnol Julian Aguirrezabal gagne la Subida a Arrate.
- 12 avril : le Néerlandais Jan Lambrichs gagne le Tour des 4 Cantons.
- 12 avril : le Français Charles Gregorini gagne Gênes-Nice.
- 19 avril : 2e manche du championnat d'Italie sur route. l'Italien Fiorenzo Magni gagne le Tour du Piémont.
- 19 avril : le Belge Albéric Schotte gagne À travers la Belgique.
- 19 avril : le Français Louison Bobet gagne le Tour du Morbihan.
- 22 avril : le Belge Basile Wambeke gagne la Nokere Koerse.
- 25 avril : l'Italien Giuseppe Doni gagne le Trophée Matteotti.
- 26 avril : l'Italien Loretto Petrucci gagne Paris-Bruxelles.
- 26 avril : le Suisse Eugen Kamber gagne le Championnat de Zurich.
- 26 avril : l'Italien Fiorenzo Magni gagne Rome-Naples-Rome pour la deuxième année d'affilée.

### Mai
- 1er mai : l'Italien Gino Bartali gagne le Tour d'Émilie pour la deuxième année d'affilée.
- 1er mai : le Belge Frans Loyaerts gagne le Grand Prix de Hoboken.
- 2 mai : le Belge Stan Ockers gagne la Flèche wallonne.
- 3 mai : le Belge Alois de Hartog gagne Liège-Bastogne-Liège. C'est le Belge Jean Storms qui gagne le Week End Ardennais.
- 3 mai : le Français Antonin Canavese gagne la Polymultipliée.
- 10 mai : le Suisse Hugo Koblet gagne le Tour de Romandie.
- 10 mai : le Néerlandais Gerrit Schulte devient champion des Pays-Bas sur route pour la troisième fois.
- 10 mai : le Luxembourgeois Marcel Dierkens gagne le Circuit des Ardennes Flamandes.
- 10 mai : le Belge Léopold Schaeken gagne le Circuit du Limbourg.
- 15 mai : la 4e étape du Tour d'Italie San Benedetto Del Trento-Roccaraso est remportée au sprint par l'Italien Fausto Coppi devant Giorgio Albani, Louison Bobet, Gino Bartali Stan Ockers Hugo Koblet et Fiorenzo Magni. Tous sont sortis du peloton dans l'ascension du Cinque miglia. Au classement général l'Italien Pasquale Fornara devient maillot rose devant Coppi pour 10 secondes. Sont classés troisième dans le même temps que Coppi : Louison Bobet, Hugo Koblet Gino Bartali et Elio Brasela.
- 17 mai : le Belge Florent Rondelé gagne le Tour de Belgique.
- 17 mai : le Français Armand Audaire gagne les Boucles de la Seine.
- 17 mai : le Belge Jos Lefèvre gagne le Tour des 3 Provinces Belge.
- 22 mai : le Français Pierre Nardi gagne le Grand Prix du Midi libre.
- 25 mai : le Français Alfred Tonello gagne le Tour de l'Oise.
- 25 mai : le Belge Alois de Hartog gagne la Flèche Hesbignonne.
- 25 mai : le Belge Hilaire Couvreur gagne le Circuit de Flandre Orientale.
- 31 mai : la 19e étape du Tour d'Italie Auronzo-Bolzano emprunte les cols du falzarego et du Pordoï et de la Sella. L'Italien Fausto Coppi gagne en devançant au sprint le Suisse Hugo Koblet, l'Italien Pasquale Fornara est troisième à 3 minutes et 56 secondes et les Italiens Donato Zampini et Gino Bartali sont quatrième et cinquième à 7 minutes et 23 secondes. C'est Koblet qui a ouvert les hostilités en s'échappant dans la descente du col du Falzarego. Il continue et passe en tête au sommet du Pordoï. Dans l'ascension du col de la Sella Coppi rejoint et double Koblet et semble filer vers une victoire en solitaire. Mais dans la descente Koblet parvient à rattraper Coppi qui cependant conserve le gain de l'étape. Au classement général Hugo Koblet est maillot avec 1 minute et 59 secondes d'avance sur Fausto Coppi et 6 minutes et 36 secondes sur l'Italien Pasquale Fornara.
- 31 mai : le Belge André Declerck gagne le Circuit Mandel-Lys-Escaut.
- 31 mai : le Belge Ernest Sterckx gagne la première édition du Tour de Brabant Central. L'épreuve suivante aura lieu en 1955.

### Juin
- 1er juin : la 20e étape du Tour d'Italie Bolzano-Bormio emprunte le col du Stelvio. C'est la dernière chance pour l'Italien Fausto Coppi de supplanter le Suisse Hugo Koblet. L'Italien à force de coups de boutoirs arrive à décramponner le Suisse, mais il lui faut obtenir une avance suffisante qui ne soit pas annihilée par les talents de descendeur de Koblet comme la veille. Fausto Coppi donne son maximum pour distancer son rival et au prix d'un gros effort franchit le col 4 minutes et demi avant Hugo Koblet. Ce dernier dans la descente tombe deux fois et crève une fois, à l'arrivée Fausto Coppi gagne avec 2 minutes et 18 secondes sur l'Italien Pasquale Fornara, 2 minutes 48 secondes sur l'Italien Gino Bartali. Hugo Koblet arrive quatrième à 3 minutes et 28 secondes. Au classement général Fausto Coppi s'empare du maillot rose avec 1 minute et 29 secondes d'avance sur Hugo Koblet, 6 minutes et 55 secondes sur Pasquale Fornara et 14 minutes et 8 secondes sur Gino Bartali.
- 1er juin : le Belge Robert Vanderstokt gagne le Tour de Luxembourg.
- 2 juin : l'Italien Fausto Coppi remporte la 36e édition du Tour d'Italie. Il s'agit de sa cinquième victoire sur cette course.
- 4 juin : l'Espagnol Antonio Gelabert gagne le Tour des Asturies.
- 7 juin : le Français Stanislas Bober gagne le Circuit de l'Indre.
- 7 juin : le Suisse Remo Pianezzi gagne le Tour du Nord-Ouest de la Suisse.
- 7 juin : le Belge Alfons Van Den Brande gagne le Circuit de Belgique Centrale.
- 14 juin : le Français Lucien Teisseire gagne le Critérium du Dauphiné libéré.
- 14 juin : 3e manche du championnat d'Italie sur route. l'Italien Giancarlo Astrua gagne le Tour de Romagne.
- 17 juin : le Belge Jan de Valk gagne Bruxelles-Ingooigem.
- 21 juin : le Britannique Ted Gerrard devient champion de Grande-Bretagne sur route NCU.
- 21 juin : le Britannique Robert Maitland devient champion de Grande-Bretagne sur route BLRC. C'est le premier coureur à remporter les titres des deux fédérations Britanniques.
- 21 juin : le Belge Aloïs Van Steenkiste devient champion de Belgique sur route.
- 21 juin : le Français Raphaël Geminiani devient champion de France sur route.
- 21 juin : l'Espagnol Mariano Corrales gagne la Vuelta a los Puertos.
- 22 juin : le Français Robert Varnajo gagne Paris-Bourges.
- 24 juin : le Suisse Hugo Koblet gagne le Tour de Suisse pour la deuxième fois.
- 24 juin : l'Italien Gino Bartali gagne le Tour de Toscane pour la cinquième fois.
- 28 juin : le Polonais Alexandre Sowa gagne le Tour du Doubs.

### Juillet
- 3 juillet : départ du tour de France du cinquantenaire. Afin d'éviter que le vainqueur du Tour soit connu à la moitié du Tour comme l'an dernier, des modifications interviennent dans l'organisation de l'épreuve. La montagne est rabotée dans les Alpes, où seuls les cols de Vars et de l'Izoard pourront faire la différence. Les Pyrénées offriront tout de même une arrivée au sommet à Cauterets mais les bonifications aux sommets de tous les cols sont supprimées. Seules octroient des bonifications,  les victoires d'étape (1 minute) et les places de second d'étape (30 secondes).  Un grand prix  du cinquantenaire est créé, c'est un classement par points tel qu'il était organisé jusqu'en 1912. Les places obtenues à chaque étapes sont additionnées, celui qui a le moins de points est le vainqueur. Ce classement sera pérennisé sous le nom de classement par points. Le leader de ce classement porte le maillot vert. Afin de réserver ce classement pour les sprinteurs, le comptage des points évoluera pour que les étapes de montagnes ne pénalisent pas les sprinteurs qui prennent 100 points à ces occasions. Seules les premières places octroieront des points et au fur du temps, les étapes de plat offriront davantage de points que les étapes contre la montre et les étapes de montagnes. Le déroulement des étapes de plat va s'en trouver modifié. Afin de voir les sprinteurs lutter entre eux aux arrivées, les équipes de sprinteurs vont verrouiller bon nombre d'étapes de plat. Les folles échappées se feront moins nombreuses. Le Suisse Fritz Schaer gagne la 1ere étape Strasbourg-Metz, 2eme le Néerlandais Wout Wagtmans, 3eme le Néerlandais Thijs Roks, 4eme le Français Nello Lauredi. Le sprint du peloton est remporté par le Français Jacques Dupont 5eme à 3 minutes 13 secondes. Schaer prend le maillot jaune.
- 4 juillet : le Suisse Fritz Schaer gagne la 2eme étape du Tour de France Metz-Liège, 2eme le Néerlandais Wout Wagtmans à 2 secondes, 3eme l'Italien Gino Bartali 3eme à 47 secondes qui remporte le sprint du peloton. Au classement général, 1er Schaer, 2eme Wagtmans à 1 minute 2 secondes, 3eme le Néerlandais Thijs Roks à 3 minutes 55 secondes.
- 5 juillet : le Français Stanislas Bober gagne la 3eme du Tour de France Liège-Lille, 2eme le Français Antonin Rolland à 1 minute 2 secondes, 3eme le Belge Alex Close même temps. d'autres coureurs sont intercalés et le Suisse Hugo Koblet 21eme à 8 minutes 10 secondes gagne le sprint du peloton. Au classement général 1er le Suisse Fritz  Schaer, 2eme le Néerlandais Wout Wagtmans à 1 minute 2 secondes, 3eme le Français Jacques Renaud à 3 minutes 30.
- 5 juillet : l'Italien Giorgio Conterno gagne le Tour des Apennins.
- 6 juillet : le Néerlandais Gerrit Voorting gagne la 4eme étape du Tour de France Lille-Dieppe devant ses 3 compagnons d'échappée, 2eme le Français Joseph Mirando, 3eme le Français Nello Lauredi, 4eme le Français Armand Audaire tous même temps. Le sprint du peloton est remporté par le Français André Darrigade 5eme à 5 minutes 3 secondes. Pas de changement en tête du classement général.
- 7 juillet : le Français Jean Malléjac gagne la 5eme étape du Tour de France Dieppe-Caen, 2eme le Français Roger Hassenforder à 13 secondes, 3eme le Belge Fred de Bruyne même temps, suivent leurs 5 compagnons d'échappée. Le Suisse Hugo Koblet 9eme à 9 minutes 43 secondes remporte le sprint du peloton. Au classement général, Roger Hassenforder prend le maillot jaune, 2eme le Suisse Fritz Schaer à 48 secondes, 3eme le Néerlandais Wout Wagtmans à 1 minute 50 secondes.
- 8 juillet : le Belge Martin Van Geneugden gagne la 6eme étape du Tour de France Caen-Le Mans, 2eme le Français Louis Caput, 3eme le Français Adolphe Deledda, suivent leurs 4 compagnons d'échappée tous même temps. Après d'autres coureurs intercalés, l'Italien Fiorenzo Magni 10eme à 4 minutes 13 secondes remporte le sprint du peloton. Pas de changement en tête du classement général.
- 9 juillet : l'Italien Livio Isotti gagne la 7eme étape du Tour de France Le Mans-Nantes, 2eme le Français Maurice Quentin, 3eme le Français Bernard Quennehen même temps, d'autres coureurs sont intercalés et le Suisse Hugo Koblet 8eme à 8 minutes 6 secondes remporte le sprint du peloton. Pas de changement en tête du classement général.
- 9 juillet : le Belge Valère Ollivier gagne le Circuit des Monts du Sud-Ouest pour la deuxième fois.
- 10 juillet : le Néerlandais Jan Nolten gagne la 8eme étape du Tour de France Nantes-Bordeaux, 2eme le Belge Robert Vanderstockt à 1 minute 26 secondes, 3eme le Luxembourgeois Marcel Dierkens à 2 minutes 24 secondes, suivent plusieurs coureurs intercalés et le sprint du peloton est remporté par l'Italien Fiorenzo Magni 12eme à 5 minutes 57 secondes. Il y a repos le 11 juillet.
- 12 juillet : l'Italien Fiorenzo Magni gagne, au sprint devant le peloton, la 9eme étape du Tour de France Bordeaux-Pau, 2eme le Suisse Hugo Koblet, 3eme le Français Jean Robic. Le Français Roger Hassenforder subit une défaille et finit 89eme à 6 minutes 53 secondes, il perd le maillot jaune. Au classement général, le Suisse Fritz Schaer reprend le maillot jaune, 2eme le Néerlandais Wout Wagtmans à 1 minute 2 secondes, 3eme le Français Jacques Renaud à 3 minutes 30 secondes..
- 13 juillet : l'Espagnol Jésus Lorono gagne en solitaire la 10eme étape du Tour de France Pau-Cauterets qui emprunte le col d'Aubisque avec arrivée au sommet à Cauterets, 2eme le Français Jean Robic à 5 minutes 56 secondes, 3eme l'Italien Giancarlo Astrua, 4eme le Suisse Fritz Schaer, même temps, 5eme le Français Louison Bobet à 6 minutes 4 secondes, 6eme le Belge Richard Van Genechten, 7eme le Français Gilbert Bauvin, tous même temps. Le Français Antonin Rolland est 8eme à 6 minutes 19 secondes, l'Italien Gino Bartali est 9eme à 6 minutes 37 secondes. Le Néerlandais Wout Wagtmans termine 16eme à 8 minutes 34 secondes et le Français Jacques Renaud finit 38eme à 13 minutes 26 secondes. Le Suisse Hugo Koblet chute et abandonne. Au classement général Schaer reste leader, 2eme Wagtmans à 3 minutes 40 secondes, 3eme Bauvin à 4 minutes 51 secondes, 4eme Robic à 5 minutes 30 secondes, 5eme Astrua à 6 minutes, il va s'imposer comme leader de l'équipe d'Italie. De tous les favoris Bobet est le moins attardé 11eme à 12 minutes 45 secondes.
- 14 juillet : le Français Jean Robic  gagne en solitaire la 11 étape du Tour de France Cauterets-Luchon qui emprunte les cols du Tourmalet, d'Aspin et de Peyresourde, 2eme le Français Louison Bobet à 1 minutes 27 secondes, 3eme le Français Gilbert Bauvin à 1 minutes 29 secondes, 4eme le Suisse Fritz Schaer à 4 minutes 48 secondes, 5eme le Français Nello Lauredi à 5 minutes 33 secondes, 6eme Bartali à 5 minutes 42 secondes qui a aidé son compatriote Giancarlo Astrua qui finit 8eme dans sa roue. Robic passe les 3 cols en tête accentuant son avance tout le long de son échappée. Il est ralenti par des chutes provoquées par un bidon de plomb qu'il se fait passer pour les descentes. Ainsi Robic pensait aller plus vite en descente, sa petite morphologie l'handicapant dans cet exercice. Au classement général Robic prend le maillot jaune avec 18 secondes d'avance sur Schaer 2eme (il regrette la suppression des bonifications aux sommets des cols). Bauvin est 3eme à 1 minute 50 secondes, l'Italien Giancarlo Astrua est 4eme à 7 minutes 12 secondes et Bobet est 5eme à 9 minutes 10 secondes. Bartali 12eme à 14 minutes 30 secondes, malgré le poids des ans, va loyalement aider son leader Astrua. Robic est à présent le favori de l'épreuve.
- 15 juillet : le Français André Darrigade gagne au sprint la 12eme étape du Tour de France Luchon-Albi, 2eme le Belge Martin Van Geneugden, 3eme l'Italien Hubert Bastianelli. Des cassures se sont produites durant l'étape et le sprint du peloton, où se trouvent tous les favoris, est remporté par l'Italien Fiorenzo Magni 32eme à 20 minutes 44 secondes.  Au classement général,  Le Français François Mahé (20eme de l'étape même temps que Darrigade) prend le maillot jaune, 2eme le Luxembourgeois Marcel Ernzer (9eme de l'étape même temps que Darrigade) à 1 minute 18 secondes, 3eme le Français Ugo Anzile  (16eme de l'étape même temps que Darrigade) à 2 minutes 23 secondes, 4eme le Français Jean Robic à 8 minutes 50 secondes. Ce dernier, meilleur grimpeur du peloton attend l'étape des Alpes pour porter l'estocade.
- 16 juillet : le Français Nello Lauredi gagne au sprint la 13eme étape du Tour de France Albi-Béziers, 2eme le Français Raphaël Geminiani, 3eme le Français Louison Bobet, suivent leurs 6 compagnons d'échappée parmi lesquels figurent l'Italien Giancarlo Astrua 5eme et le Français Jean Malléjac 9eme. Le peloton est morcelé, le sprint du groupe des favoris est remporté par l'Italien Fiorenzo Magni 10eme à 6 minutes 59 secondes. Des gros écarts sont créés, le Luxembourgeois Marcel Ernzer est 14eme à 8 minutes 33 secondes, le Français François Mahé finit 31eme à 19 minutes 51 secondes et perd le maillot jaune, le Français Ugo Anzile est 38eme même temps. Le Français Jean Robic victime d'une chute dans la descente du col de Fauredon arrive 73eme à Béziers avec 38 minutes 9 secondes de retard, il abandonne. Cette étape emprunte entre autres côtes, le col de Fauredon et le col des Treize vents classé 2eme catégorie, le parcours est une succession de montées et descentes sur des routes très sinueuses. Seulement après avoir franchi le col de Pétafi, la dernière difficulté du jour, la route devient droite et plate jusqu'à la piste en cendrée du stade de Sauclières à Béziers. Dès le départ l'équipe de France avec Bobet, Geminiani, Lauredi et Antonin Rolland attaque et initie une échappée de 25 hommes. Dans ce groupe seuls, 9 coureurs rallieront Béziers. Derrière les Italiens Magni et Gino Bartali 18eme à 11 minutes 49 secondes ne roulent pas afin de protéger Astrua  et marquent le Suisse Fritz Schaer 19eme à 11 minutes 49 secondes et Mahé porteur du maillot jaune. Robic est désemparé, son abandon relèvera plutôt d'un découragement que des blessures subies dans sa chute. A Béziers à la surprise des spectateurs Bobet est battu au sprint. Aussitôt  avoir passé l'arrivée, Bobet fonce à la rencontre de Lauredi qui a empoché la minute de bonification que lui même convoitait, il lui reproche de ne l'avoir pas laissé passer. Geminiani qui a pris les 30 secondes de bonification dues au second n'est pas exempt de reproche également. Geminiani répond " tu n'avais qu' a me le dire je me serais arrêté pour te laisser passer ". Le soir selon les dires de Geminiani, une violente dispute se déroule à l'hôtel où dine l'équipe de France. Les coureurs ne sont plus d'accord comme cela était au départ de partager seulement la moitié des primes de Bobet, en cas de victoire à Paris. Ils réclament un partage de toutes les primes. Bobet refuse et s'en tient à l'accord conclu au départ du Tour. Le ton monte et Geminiani retourne la table d'une crise de colère et va se coucher. Bobet a reçu la soupière sur la poitrine, il éclate en sanglot. Tous se séparent pour la nuit dans une ambiance pesante. Au matin Bobet retrouve ses équipiers et accepte, la nuit portant conseil, de partager l'intégralité des primes qu'il percevra. Immédiatement, tous les coureurs de l'équipe de France jurent de lui offrir toute leur aide commune. Au classement général, le Français Jean Malléjac prend le maillot jaune, 2eme Astrua à 1 minute 13 secondes, 3eme Bobet à 3 minutes 13 secondes, 4eme Bauvin à 4 minutes 24 secondes. Bobet est le grand favori pour la suite de l'épreuve.
- 17 juillet : le Français Bernard Quennehen gagne la 14eme étape du Tour de France Béziers-Nimes qui emprunte le col de Roques, 2eme le Français Alfred Tonello, 3eme le Français Jean le Guilly, suivent leurs 2 compagnons d'échappée. Le Français André Darrigade 6eme à 13 minutes 54 secondes gagne le sprint du peloton. Pas de changement en tête du classement général
- 18 juillet : le Français Maurice Quentin gagne, au sprint devant ses compagnons d'échappée, la 15eme étape du Tour de France Nimes-Marseille qui emprunte le col de la Gineste et s'achève sur la piste du stade vélodrome, 2eme le Néerlandais Adi Voorting, 3eme le Français Jean Forestier, tous même temps. L'Italien Fiorenzo Magni 14eme à 7 minutes 2 secondes remporte le sprint du peloton. L'étape est fatale au Français Gilbert Bauvin 55eme à 11 minutes 37 secondes. Au classement général 1er le Français Jean Malléjac, 2eme l'Italien Giancarlo Astrua à 1 minute 13 secondes, 3eme le Français Louison Bobet à 3 minutes 13 secondes.
- 19 juillet : le Néerlandais Wim Van Est gagne la 16e étape du Tour de France Marseille-Monaco qui emprunte le col d'Eze, deuxième le Français Pierre Molinéris à 1 minute 49 secondes, troisième le Belge  Richard Van Genechten même temps, après d'autres coureurs intercalés l'Italien Fiorenzo Magni 6eme à 4 minutes 15 secondes remporte le sprint du peloton. Au classement général le Français Jean Malléjac reste leader, 2eme l'Italien Gianfranco Astrua à 1 minute 13 secondes, 3eme le Français Louison Bobet à 3 minutes 13 secondes,   Il y a repos le 20 juillet.
- 21 juillet : le Néerlandais Wout wagtmans gagne la 17eme étape du Tour de France Monaco Gap qui emprunte les cols du Labouret et de la Sentinelle, 2eme l'Italien Gino Bartali à 44 secondes, 3eme le Néerlandais Gerrit Voorting même temps, suivent d'autres coureurs intercalés et le sprint du peloton est remporté par le Français Jean Forestier 8eme à 3 minutes 51 secondes. Pas de changement en tête du classement général.
- 21 juillet : le Français Gilbert Petry gagne le Grand Prix de Fourmies.
- 22 juillet : le Français Louison Bobet gagne en solitaire la 18eme étape du Tour de France Gap-Briançon qui emprunte les cols de Vars et de l'Izoard, 2eme le Néerlandais Jan Nolten à 5 minutes 23 secondes, 3eme l'Espagnol Jésus Lorono à 5 minutes 57 secondes, 11eme l'Italien Giancarlo Astrua à 10 minutes 48 secondes, 12eme le Français Jean Malléjac dans sa roue. Bobet se dégage dans le col de Vars et rejoint dans la vallée le Français Adolphe Deledda parti dès le début de l'étape dans un groupe d'échappée. Deledda se dévoue et emmène son leader jusqu'au pied de l'Izoard en un vigoureux relais. Bobet sur lequel repose tous les espoirs des tricolores, ne déçoit pas et réalise un ascension légendaire gravée dans l'histoire du Tour en lettres d'or. Une plaque commémorative en souvenir de Bobet a été installée sur le lieu de cet exploit. Au classement général,  Bobet prend le maillot jaune, 2eme Malléjac à 8 minutes 35 secondes, 3eme Astrua à 9 minutes 48 secondes.
- 23 juillet : le Français Georges Meunier gagne la 19eme étape du Tour de France Briançon-Lyon qui emprunte le col du Lautaret, 2eme le Français Jean Forestier, 3eme l'Espagnol Dalmatio Langarica, après d'autres coureurs intercalés le Français Armand Audaire 9eme à 9 minutes 59 secondes remporte le sprint du peloton. Pas de changement en tête du classement général.
- 24 juillet : le contre la montre de la 20eme étape du Tour de France Lyon-Saint Etienne est remporté par le Français Louison Bobet, 2eme le Néerlandais Wim Van est à 1 minute 45 secondes, 3eme le Suisse Fritz Schaer à 2 minutes 47 secondes, l'Italien Giancarlo Astrua termine 7eme à 4 minutes 13 secondes et le Français Jean Malléjac finit 10eme à 4 minutes 43 secondes. Au classement général Bobet creuse les écarts sur Malléjac second à 14 minutes 18 secondes et Astrua 3eme à 15 minutes 1 secondes..
- 25 juillet : le Néerlandais Wout Wagtmans gagne la 21eme étape du Tour de France Saint Etienne-Montluçon, 2eme le Français Gilbert Bauvin, 3eme le Néerlandais Jan Nolten à 2 minutes 11 secondes . Après plusieurs coureurs intercalés, le sprint du peloton est remporté par l'Italien Fiorenzo Magni 8eme à 2 minutes 34 secondes.
- 25 juillet : l'Espagnol Hortensio Vidaurreta gagne le Grand Prix de Villafranca.
- 26 juillet : l'Italien Fiorenzo Magni gagne, au sprint devant ses 8 compagnons d'échappée, la 22eme étape du Tour de France Montluçon-Paris, 2eme l'Italien Mario Moreni, 3eme le Français Jean Forestier, le Français Antonin Rolland 10eme à 31 secondes remporte le sprint du peloton. Le Français Louison Bobet gagne le Tour de France, 2eme le Français Jean Malléjac à 14 minutes 18 secondes, 3eme l'Italien Giancarlo Astrua à 15 minutes 1 seconde. Le Suisse Fritz Schaer remporte le Grand Prix du cinquantenaire symbolisé par le maillot vert. L'Espagnol Jésus Lorono remporte le Grand Prix de la montagne qui n'aura un maillot distinctif qu'en 1975.
- 28 juillet : le Néerlandais Hans Dekkers gagne le Grand Prix de l'Escaut.

### Août
2 août : l'Espagnol Francisco Masip devient champion d'Espagne sur route.
2 août : le Luxembourgeois Marcel Erzner devient champion du Luxembourg sur route.
2 août : l'Allemand Heinz Müller devient champion de RFA sur route.
2 août : le Suisse Fritz Schaer devient champion de Suisse sur route.
6 août : l'Italien Fausto Coppi gagne le Bol d'Or des Monedières.
9 août : l'Italien Giorgio Albani gagne le Tour du Latium.
13 août : l'Italien Luciano Maggini gagne la Coupe Placci. L'épreuve ne reprendra qu'en 1962.
18 août : l'Espagnol Antonio Barrutia gazgne le Grand Prix de LLodio.
18 août : le Belge Léon Delathouwer gagne le Grand Prix de Zottegem.
21-26 août : championnats du monde de cyclisme sur piste à Zurich (Suisse). 15 ans après son premier titre le Néerlandais Arie Van Vliet est champion du monde de vitesse professionnelle pour la troisième fois. L'Italien Marino Morettini est champion du monde de vitesse amateur. L'Australien Sydney Patterson est champion du monde de poursuite professionnelle pour la deuxième année d'affilée. L'Italien Guido Messina est champion du monde de poursuite amateur pour la deuxième fois.
29 août : à Lugano (Suisse) l'Italien Riccardo Filippi devient champion du monde amateur sur route.
30 août : à Lugano (Suisse) l'Italien Fausto Coppi devient champion du monde sur route, le Belge Germain Derijke est médaille d'argent et le Belge Stan Ockers est médaille de bronze. C'est le Luxembourgeois Charly Gaul qui a lancé la Course en compagnie de l'Italien Giancarlo Astrua. Ils sont repris à mi course par une quinzaine de coureurs dont Fausto Coppi, le Français Louison Bobet et le Suisse Ferdi Kubler. Ces deux derniers partent dans la côte de le Crespera. Coppi les contre puis les double suivi dans sa roue par Germain Derijke. Les deux hommes partent pour une échappée au long cours. A deux tours de l'arrivée le Belge cesse de relayer l'Italien. Coppi de plus ne veut pas prendre le risque de se faire battre au sprint comme à l'arrivée de Paris-Roubaix 1952 . A l'endroit le plus pentu de la côte de la crespera Coppi sort Derijke de sa roue et part seul. Pour ce dernier c'est fini, il trouve à grand peine les moyens de rallier l'arrivée avec 6 minutes et 16 secondes de retard sur l'Italien, son compatriote stan Ockers le suivant à 1 minute et 13 secondes. Pour Fausto Coppi enfin s'accomplit son rêve de ceindre le maillot Arc En Ciel, à presque 34 ans. Le plus grand cycliste de son époque porte enfin le maillot de champion du monde.

### Septembre
- 1er septembre : le Belge Gérard Buyl gagne la Coupe Sels.
- 6 septembre : l'Italien Gastone Nencini gagne le Grand Prix de Camaiore.
- 6 septembre : l'Italien Pietro Nascimbene gagne le Tour d'Ombrie.
- 8 septembre : l'Italien Rino Benedetti gagne le Grand Prix de Prato.
- 8 septembre : le Belge Valère Ollivier gagne le Grand Prix de Brasschaat pour la deuxième fois d'affilée.
- 9 septembre : le Français Louison Bobet gagne le Circuit des Boucles de L'Aulne pour la deuxième fois.
- 9 septembre : le Belge Albéric Schotte gagne la Flèche Anversoise.
- 13 septembre : l'Espagnol Salvador Botella gagne le Tour de Catalogne.
- 14 septembre : 4e manche du championnat d'Italie sur route. L'Italien Fiorenzo Magni gagne le Tour de Vénétie.
- 14 septembre : le Français Jean Forestier gagne la Poly Lyonnaise.
- 15 septembre : le Belge Paul Taildeman gagne le Grand Prix d'Isbergues.
- 17 septembre : le Belge Léon de Lathouwer gagne le Championnat des Flandres.
- 17 septembre : le Belge Jules Renard gagne le Grand Prix d'Orchies.
- 20 septembre : le Suisse Ferdi Kubler gagne Bordeaux-Paris.
- 20 septembre : les Italiens Giorgio Albani et Antonio Bevilacqua sont déclarés vainqueurs Ex Aequo du trophée Bernocchi.
- 20 septembre : le Belge Jan Brankart gagne la première édition du Grand Prix de Houdeng. L'épreuve ne sera pas disputée en 1954 et reprendra en 1955.
- 27 septembre : le Français Jacques Anquetil âgé de 19 ans gagne le Grand Prix des Nations.
- 27 septembre : l'Italien Luciano Maggini gagne le Tour de la province de Reggio de Calabre pour la deuxième fois.
- 27 septembre : le Belge René Mertens gagne le Circuit des Régions Flamandes.

### Octobre
- 1er octobre : le Belge Arthur Mommerency gagne le Circuit du Houtland.
- 4 octobre : le Belge Joseph Schils gagne Paris-Tours.
- 8 octobre : l'Italien Primo Volpi gagne la Coupe Sabatini pour la deuxième année d'affilée.
- 11 octobre : 5e manche du championnat d'Italie sur route. l'Italien Nino Defilippis gagne les Trois vallées varésines. A l'issue de la course l'Italien Fiorenzo Magni devient champion d'Italie sur route pour la deuxième fois.
- 13 octobre : le Belge Joseph Schils gagne le Grand Prix de Clôture.
- 18 octobre : le Français Jacques Anquetil gagne le Grand Prix de Lugano.
- 21 octobre : l'Italien Andrea Barro gagne la Coppa Agostoni.
- 25 octobre : l'Italien Bruno Landi gagne le Tour de Lombardie. L'Italien Loretto Petrucci remporte le Challenge Desgranges-Colombo.

### Novembre
1er novembre : la paire italienne Fausto Coppi-Riccardo Filippi gagne le Trophée Baracchi.
1er novembre : l'Italien Andréa Barro gagne Milan-Modène.
22 novembre : le Français Michel Ellena gagne la Course de côte de la Turbie pour la deuxième année d'affilée. L'épreuve ne sera pas disputée en 1954 et reprendra en 1955.

## Principales naissances
- 22 février : Hugo Thijs, cycliste belge.
- 10 août : Michel Laurent, cycliste français.
- 6 septembre : Gianbattista Baronchelli, cycliste italien.